# Mačaknar
Mačaknar (ili Macaknjara, Macaknara) je nenastanjeni otočić u Šoltanskom kanalu.
Otočić leži oko 1,5 km južno od otoka Drvenika Velog, a najbliži otok mu je Orud, oko 200 metara prema sjeverozapadu. Površina Mačaknara iznosi 0,028 km². Dužina obalne crte iznosi 0,67 km.

## Vanjske poveznice
|  | Zajednički poslužitelj ima još gradiva o temi Mačaknar |